# Olympische Geschichte Saudi-Arabiens
| Gelbes Symbol für Goldmedaillen mit stilisierten Olympischen Ringen | Graues Symbol für Silbermedaillen mit stilisierten Olympischen Ringen | Braundes Symbol für Bronzemedaillen mit stilisierten Olympischen Ringen |
| ------------------------------------------------------------------- | --------------------------------------------------------------------- | ----------------------------------------------------------------------- |
| —                                                                   | 1                                                                     | 2                                                                       |

Saudi-Arabien, dessen NOK, die al-Ladschna al-ulimbiyya al-ʿarabiyya as-saʿudiyya, 1964 gegründet und 1965 vom IOC anerkannt wurde, nimmt seit 1972 an Olympischen Sommerspielen teil. 1980 folgte man dem Boykottaufruf der Spiele von Moskau. An Winterspielen nahmen saudi-arabische Sportler bislang nie teil. Jugendliche Athleten traten bei beiden bislang ausgetragenen Jugend-Sommerspielen an.
Bis zu den Spielen 2008 waren Saudi-Arabien, Brunei und Katar die einzigen Länder, die keine Frauen bei Olympischen Spielen starten ließen, was zu Kontroversen mit dem IOC führte. Insbesondere Anita DeFrantz, Vorsitzende der Frauenkommission des IOC, drohte mit einem Ausschluss dieser Länder von den Olympischen Spielen, sollten sie keine Frauen zulassen. Nachdem Katar die Teilnahme von Sportlerinnen an den Spielen von London zugesagt hatte, zog das NOK Saudi-Arabiens nach und gab im Juni 2012 bekannt, zwei Athletinnen nach London zu entsenden.

## Übersicht
Mit einer zehnköpfigen Mannschaft, die nur aus Leichtathleten bestand, nahm Saudi-Arabien 1972 erstmals an Olympischen Spielen teil. Der Sprinter Mansour al-Juaid war am 31. Juli 1972 der erste saudische Olympionike. Bei folgenden Sommerspielen nahmen saudische Sportler in den Sportarten Fechten, Schießen, Bogenschießen, Radsport und Fußball (ab 1984), Schwimmen und Tischtennis (ab 1992), Reiten und Gewichtheben (ab 1996), Taekwondo (ab 2000) sowie im Judo (ab 2012).
1984 konnte sich erstmals eine saudische Mannschaft für das Fußballturnier qualifizieren. Das Team schied nach drei Niederlagen in der Vorrunde aus. Gegen die Mannschaft der Bundesrepublik Deutschland kassierten die Saudis eine 0:6-Niederlage, die höchste Niederlage im gesamten Turnier.
2000 gelangen die ersten Medaillengewinne. In der Leichtathletik gewann Hadi Soua’an al-Somaily Silber über 400 Meter Hürden. Im Springreiten gewann Chalid al-'Aid mit seinem Pferd Kaschm al-Aʿan die Bronzemedaille in der Einzelwertung. Der Taekwondoin Khaled al-Dosari wurde Vierter im Schwergewicht.
2008 erreichte der Leichtathlet Hussain Taher al-Sabee das Finale im Weitsprung und belegte Platz 11. Die Springreiter-Equipe sorgte 2012 für die nächsten Erfolge. In der Einzelwertung belegte Kamal Bahamdan auf seinem Pferd Noblesse des Tess den vierten Platz. Mit der Mannschaft gewann er die Bronzemedaille. Zum ersten Mal nahmen in London zwei Frauen des Landes an Olympischen Sommerspielen teil. Die Judoka Wojdan Shaherkani war am 3. August 2012 die erste Sommer-Olympionikin Saudi-Arabiens, wenige Tage später folgte die Leichtathletin Sarah Attar.

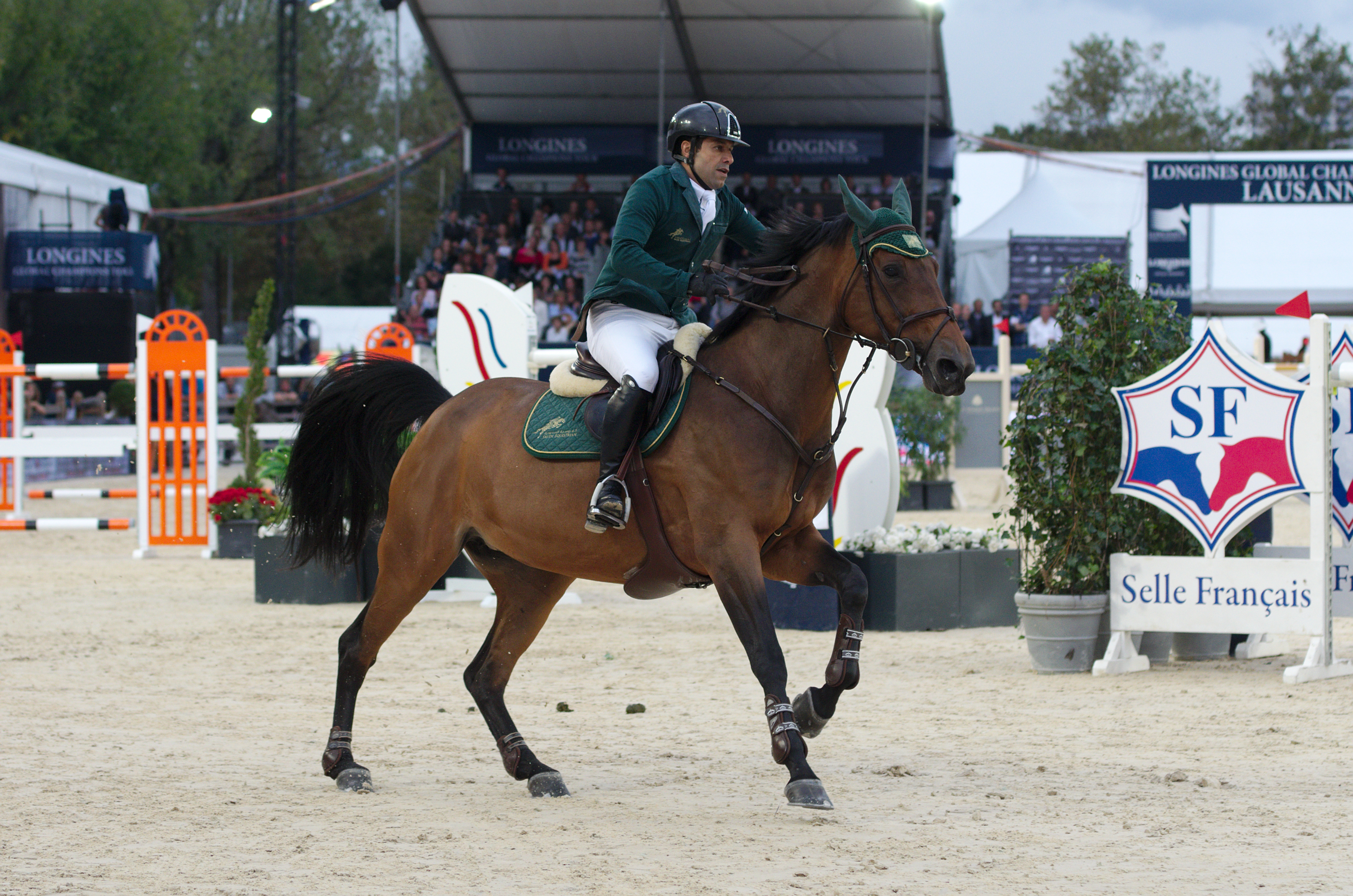
Kamal Bahamdan auf Noblesse des Tess, Mannschaftsbronze 2012
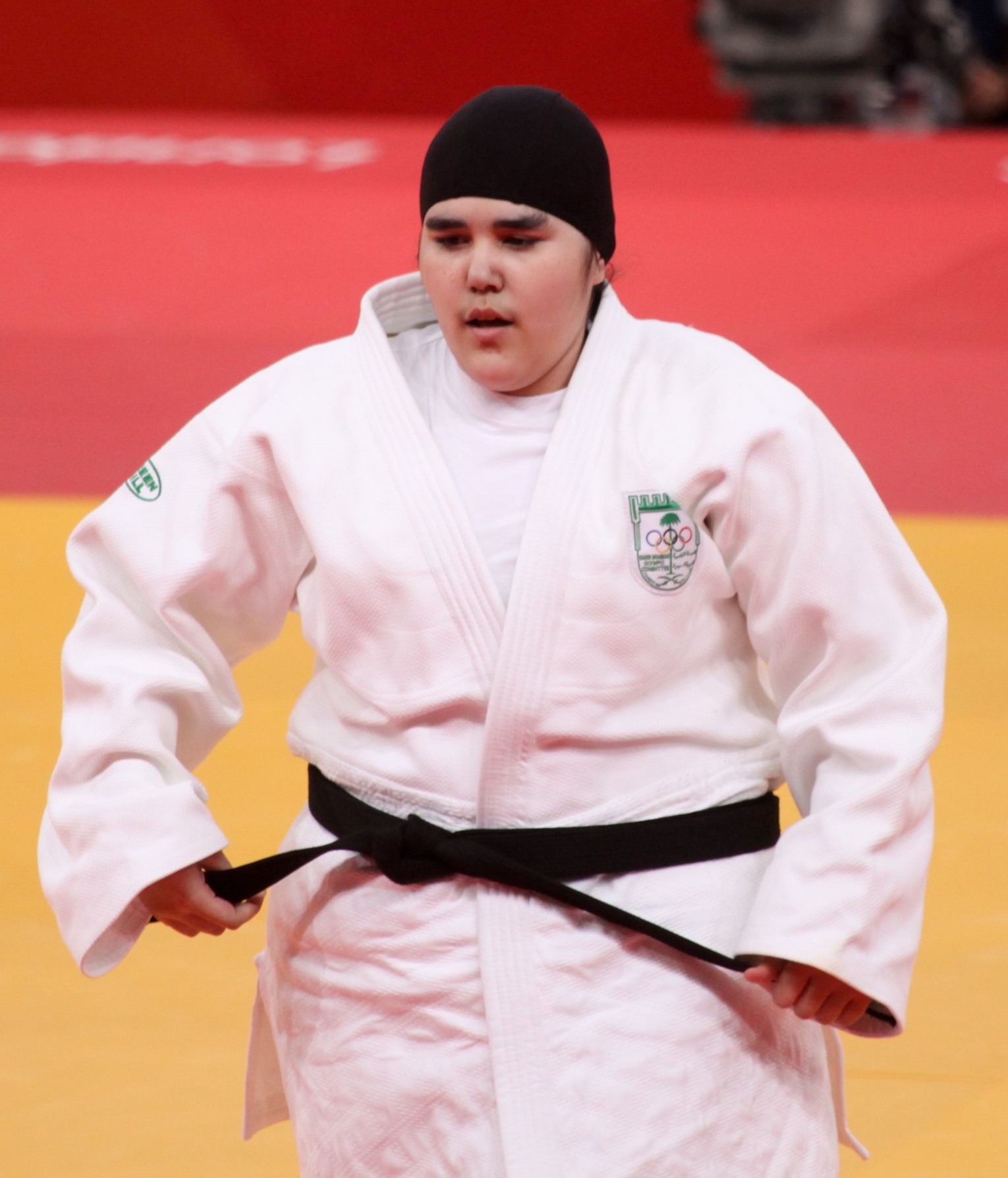
Wojdan Shaherkani, die erste Frau Saudi-Arabiens bei Olympischen Sommerspielen

### Jugendspiele
Neun jugendliche Athleten, acht Jungen und ein Mädchen, nahmen bei den ersten Olympischen Jugend-Sommerspielen 2010 in Singapur in den Sportarten Leichtathletik, Reiten, Schwimmen und Gewichtheben teil. Als erste Olympionikin wird die Springreiterin Dalma Rushdi Malhas angesehen, da sie bei den Jugendspielen schon zwei Jahre vor Wojdan Shaherkani und Sarah Attar an den Start ging. Mit ihrem Pferd Flash Top Hat gewann sie in der Einzelwertung die Bronzemedaille.
Bei den Olympischen Jugend-Sommerspielen 2014 in Nanjing nahmen fünf Jugendliche, ausnahmslos Jungen, in der Leichtathletik, im Reiten und im Taekwondo teil. Im Stabhochsprung belegte Hussain al-Hizam Platz 4.

## Übersicht der Teilnehmer

### Sommerspiele
| Jahr      | Athleten           | Athleten           | Athleten           | Flaggenträger               | Sportarten         | Sportarten         | Sportarten         | Sportarten         | Sportarten         | Sportarten         | Sportarten         | Sportarten         | Sportarten         | Sportarten         | Sportarten         | Sportarten         | Medaillen          | Medaillen          | Medaillen          | Medaillen          | Medaillen          |
| Jahr      | Gesamt             | m                  | w                  | Flaggenträger               | Leichtathletik     | Fechten            | Schießen           | Bogenschießen      | Radsport           | Fußball            | Schwimmen          | Tischtennis        | Reiten             | Gewichtheben       | Taekwondo          | Judo               |                    |                    |                    | Gesamt             | Rang               |
| --------- | ------------------ | ------------------ | ------------------ | --------------------------- | ------------------ | ------------------ | ------------------ | ------------------ | ------------------ | ------------------ | ------------------ | ------------------ | ------------------ | ------------------ | ------------------ | ------------------ | ------------------ | ------------------ | ------------------ | ------------------ | ------------------ |
| 1896–1968 | nicht teilgenommen | nicht teilgenommen | nicht teilgenommen | nicht teilgenommen          | nicht teilgenommen | nicht teilgenommen | nicht teilgenommen | nicht teilgenommen | nicht teilgenommen | nicht teilgenommen | nicht teilgenommen | nicht teilgenommen | nicht teilgenommen | nicht teilgenommen | nicht teilgenommen | nicht teilgenommen | nicht teilgenommen | nicht teilgenommen | nicht teilgenommen | nicht teilgenommen | nicht teilgenommen |
| 1972      | 10                 | 10                 | 0                  | Bilal Said al-Azma          | 10                 |                    |                    |                    |                    |                    |                    |                    |                    |                    |                    |                    |                    |                    |                    |                    |                    |
| 1976      | 14                 | 14                 | 0                  |                             | 14                 |                    |                    |                    |                    |                    |                    |                    |                    |                    |                    |                    |                    |                    |                    |                    |                    |
| 1980      | nicht teilgenommen | nicht teilgenommen | nicht teilgenommen | nicht teilgenommen          | nicht teilgenommen | nicht teilgenommen | nicht teilgenommen | nicht teilgenommen | nicht teilgenommen | nicht teilgenommen | nicht teilgenommen | nicht teilgenommen | nicht teilgenommen | nicht teilgenommen | nicht teilgenommen | nicht teilgenommen | nicht teilgenommen | nicht teilgenommen | nicht teilgenommen | nicht teilgenommen | nicht teilgenommen |
| 1984      | 37                 | 37                 | 0                  | Safaq al-Anzi               |                    | 7                  | 6                  | 3                  | 6                  | 15                 |                    |                    |                    |                    |                    |                    |                    |                    |                    |                    |                    |
| 1988      | 9                  | 9                  | 0                  | Salah al-Mar                | 6                  |                    | 1                  | 2                  |                    |                    |                    |                    |                    |                    |                    |                    |                    |                    |                    |                    |                    |
| 1992      | 9                  | 9                  | 0                  | Medhadi al-Dosari           | 2                  | 1                  |                    |                    | 2                  |                    | 2                  | 1                  |                    |                    |                    |                    |                    |                    |                    |                    |                    |
| 1996      | 29                 | 29                 | 0                  | Khaled al-Khalidi           | 9                  |                    | 1                  |                    |                    | 15                 |                    |                    | 3                  | 1                  |                    |                    |                    |                    |                    |                    |                    |
| 2000      | 18                 | 18                 | 0                  | Khaled al-Dosari            | 11                 |                    | 1                  |                    |                    |                    | 1                  |                    | 4                  |                    | 1                  |                    |                    | 1                  | 1                  | 2                  | 61                 |
| 2004      | 16                 | 16                 | 0                  | Hadi Soua’an al-Somaily     | 7                  |                    | 1                  |                    |                    |                    | 1                  | 1                  | 2                  | 4                  |                    |                    |                    |                    |                    |                    |                    |
| 2008      | 14                 | 14                 | 0                  | Mohamed Salman al-Khuwalidi | 8                  |                    | 1                  |                    |                    |                    | 1                  |                    | 4                  |                    |                    |                    |                    |                    |                    |                    |                    |
| 2012      | 18                 | 16                 | 2                  | Sultan Mubarak al-Dawoodi   | 10                 |                    | 1                  |                    |                    |                    |                    |                    | 4                  | 1                  |                    | 2                  |                    |                    | 1                  | 1                  | 79                 |
| 2016      | 10                 | 7                  | 3                  | Sulaiman Hamad              | 6                  | 1                  | 1                  |                    |                    |                    |                    |                    |                    | 1                  |                    | 1                  |                    |                    |                    |                    |                    |
| Gesamt    | Gesamt             | Gesamt             | Gesamt             | Gesamt                      | Gesamt             | Gesamt             | Gesamt             | Gesamt             | Gesamt             | Gesamt             | Gesamt             | Gesamt             | Gesamt             | Gesamt             | Gesamt             | Gesamt             | 0                  | 1                  | 2                  | 3                  | 110                |

### Winterspiele
| Jahr      | Athleten           | Athleten           | Athleten           | Flaggenträger      | Sportarten         | Medaillen          | Medaillen          | Medaillen          | Medaillen          | Medaillen          |
| Jahr      | Gesamt             | m                  | w                  | Flaggenträger      |                    |                    |                    |                    | Gesamt             | Rang               |
| --------- | ------------------ | ------------------ | ------------------ | ------------------ | ------------------ | ------------------ | ------------------ | ------------------ | ------------------ | ------------------ |
| 1924–2018 | nicht teilgenommen | nicht teilgenommen | nicht teilgenommen | nicht teilgenommen | nicht teilgenommen | nicht teilgenommen | nicht teilgenommen | nicht teilgenommen | nicht teilgenommen | nicht teilgenommen |
| 2022      | 1                  | 1                  | 0                  | Fayik Abdi         | 1                  |                    |                    |                    |                    |                    |
| Gesamt    | Gesamt             | Gesamt             | Gesamt             | Gesamt             | Gesamt             | 0                  | 0                  | 0                  | 0                  | -                  |

## Liste der Medaillengewinner

### Goldmedaillen
Bislang (Stand 2018) keine Goldmedaillen

### Silbermedaillen
| Name                    | Spiele      | Sportart       | Disziplin        |
| ----------------------- | ----------- | -------------- | ---------------- |
| Hadi Soua’an al-Somaily | 2000 Sydney | Leichtathletik | 400 Meter Hürden |

### Bronzemedaillen
| Name | Spiele      | Sportart | Disziplin           |
| --- | ----------- | -------- | ------------------- |
| Chalid al-'Aid auf Kaschm al-Aʿan | 2000 Sydney | Reiten   | Springen Einzel     |
| Abdullah ibn Mutaib Al Saud auf Davos Kamal Bahamdan auf Noblesse des Tess Ramzy al-Duhami auf Bayard van de Villa Theresia Abdullah asch-Scharbatly auf Sultan | 2012 London | Reiten   | Springen Mannschaft |

## Medaillen nach Sportart
| Sportart       | Gold | Silber | Bronze | Gesamt |
| Leichtathletik | 0    | 1      | 0      | 1      |
| Reiten         | 0    | 0      | 2      | 2      |
| Gesamt         | 0    | 1      | 2      | 3      |